# Valeri Barinov
Pour les articles homonymes, voir Barinov.
Valeri Alexandrovitch Barinov (en russe : Валерий Александрович Баринов), né le 15 janvier 1946 dans le village de Jilina (oblast d'Oriol), est un acteur russe.

## Biographie
En 1968, Valeri Barinov est diplômé de l'École supérieure d'art dramatique Mikhaïl-Chtchepkine (classe de Victor Korchounov) et devient acteur au Théâtre Alexandra. En 1974, il s'installe à Moscou où il intègre la troupe du Théâtre académique central de l'Armée russe.
Il joue au théâtre Pouchkine de Moscou en 1988-1991 et au théâtre Maly en 1992-2005, puis, travaille au Théâtre du jeune spectateur de Moscou. 
Sa carrière à l'écran commence en 1968, dans le téléfilm Des pas sur le sol d'Igor Dobrolioubov.   
Pour le rôle dans Agape il obtient le Prix de Meilleur rôle masculin lors du Festival du cinéma russe à Honfleur, en 1996.
Il est nommé artiste du peuple de Russie en 1999.
En France, le public le connaît grâce au rôle de Gavrilov, dans Le Concert de Radu Mihaileanu (2009).
Lauréat du prix théâtral Turandot de cristal en 2022, dans la nomination « Pour l'honneur et la dignité ».
Son fils Iegor Barinov est aussi acteur.

## Filmographie
- 1982 : Les Cloches rouges 2 (Красные колокола. Фильм 2) de Sergueï Bondartchouk : Nikolaï Podvoïski
- 1996 : Agape (Агапэ), de Guennadi Baissak
- 2009 : Le Concert de Radu Mihaileanu